# Dominik Bacher
Dominik Bacher (* 19. Juni 2002) ist ein deutscher Fußballspieler.

## Karriere
Nach seinen Anfängen in der Jugend des ASV Habach & 1. FC Garmisch-Partenkirchen wechselte er im Sommer 2018 in die Jugendabteilung der SpVgg Unterhaching. Nachdem er für seinen Verein 26 Spiele (9 Tore) in der B-Junioren-Bundesliga bestritten hatte, kam er dort auch zu seinem ersten Einsatz im Profibereich, als er am 24. Juni 2020, dem 35. Spieltag, beim 0:0-Heim-Unentschieden gegen den 1. FC Magdeburg in der 63. Spielminute für Lucas Hufnagel eingewechselt wurde. Im September 2020 wurde er für eine Saison an den TSV 1860 Rosenheim verliehen.